# Tituly a vyznamenání Sergeje Gorškova

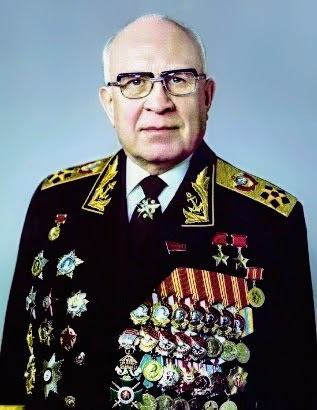
Sergej Gorškov v uniformě s řadou vyznamenání

Sergej Georgijevič Gorškov, admirál loďstva Sovětského svazu, obdržel během svého života řadu sovětských i zahraničních civilních i vojenských řádů a medailí.

## Vojenské hodnosti
- 1937: kapitán 3. třídy
- 1939: kapitán 2. třídy
- 1940: kapitán 1. třídy
- 16. září 1941: kontradmirál
- 25. září 1941: viceadmirál
- 3. srpna 1953: admirál
- 28. dubna 1962: admirál loďstva
- 28. října 1967:  admirál loďstva Sovětského svazu

## Vyznamenání

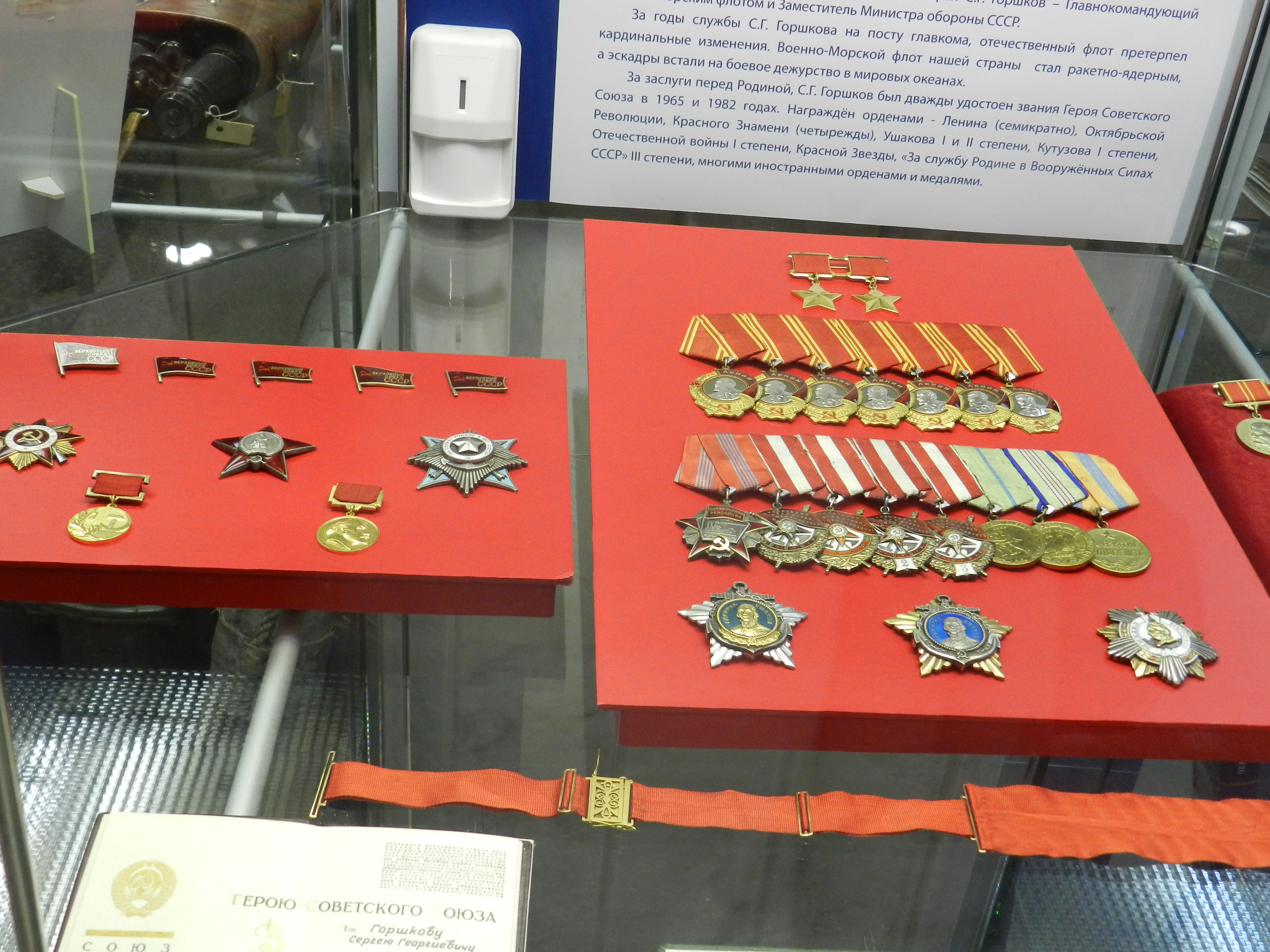
Řády a vyznamenání Sergeje Gorškova v expozici ruského muzea

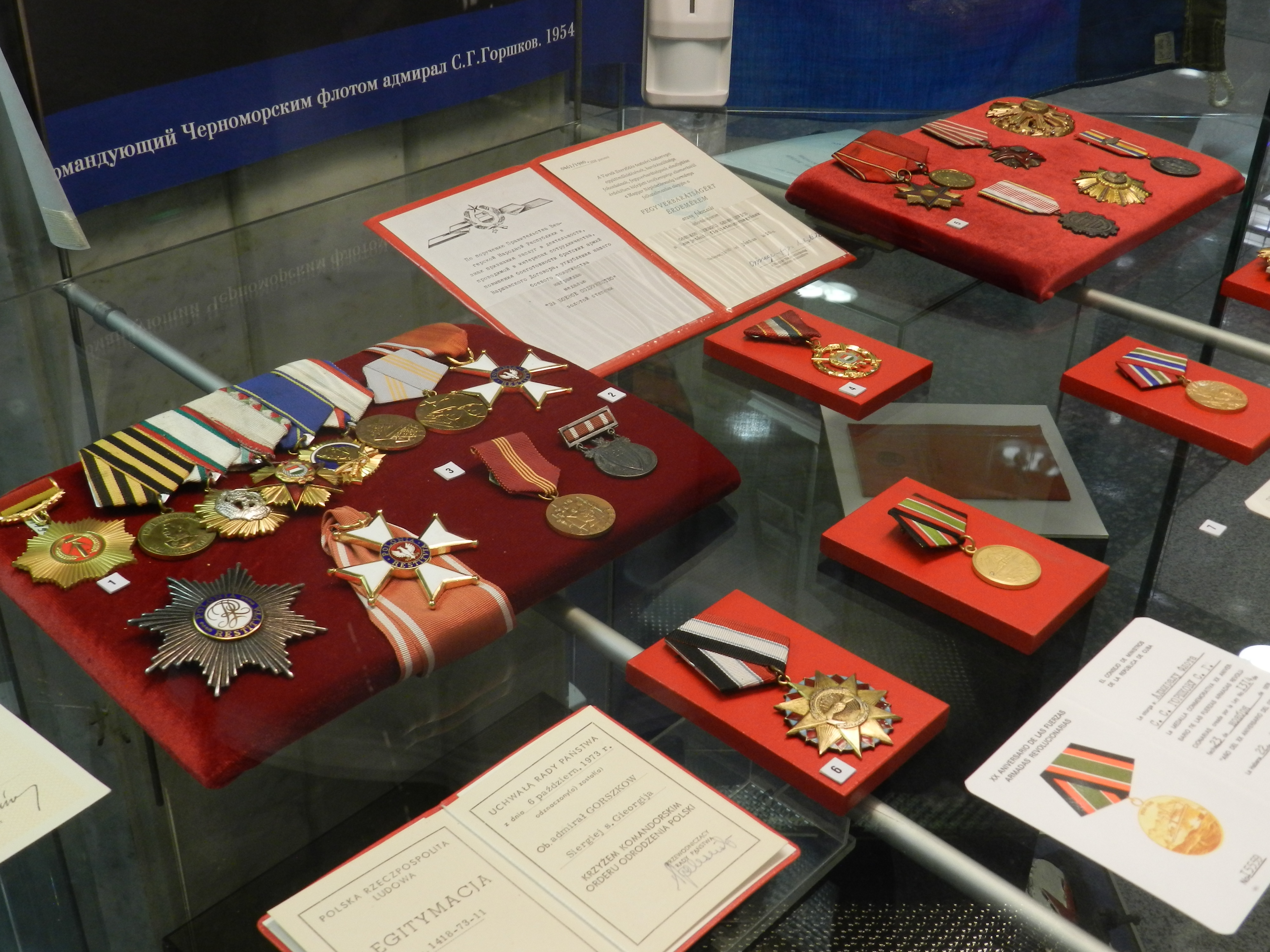
Řády a vyznamenání Sergeje Gorškova v expozici ruského muzea

### Sovětská vyznamenání

#### Čestné tituly
- Hrdina Sovětského svazu – 7. května 1965 – za šikovné vedení vojsk, osobní odvahu projevenou v boji proti nacistickým útočníkům a na památku 20. výročí vítězství sovětského lidu ve Velké vlastenecké válce[1][2]
- Hrdina Sovětského svazu – 21. prosince 1982 – za velký přínos k bojové připravenosti námořnictva, za jeho vybavení válečnými loděmi a za dovedné velení[3][2]

#### Řády
- Leninův řád – 26. února 1953, 23. února 1960, 28. dubna 1963, 7. května 1965, 25. února 1970, 21. února 1978 a 21. prosince 1982[2]
- Řád Říjnové revoluce – 22. února 1968[2]
- Řád rudého praporu – 3. dubna 1942, 24. července 1943, 6. listopadu 1947 a 23. července 1959[2]
- Řád Ušakova I. třídy – 28. června 1945[2]
- Řád Kutuzova I. třídy – 18. září 1943[2]
- Řád Ušakova II. třídy – 16. května 1944[2]
- Řád vlastenecké války I. třídy – 11. března 1985[2]
- Řád rudé hvězdy – 3. listopadu 1944[2]
- Řád za službu vlasti v ozbrojených silách III. třídy – 30. dubna 1975

#### Medaile
- Medaile 100. výročí narození Vladimira Iljiče Lenina
- Medaile Za zásluhy při obraně státní hranice SSSR
- Medaile Za obranu Oděsy
- Medaile Za obranu Kavkazu
- Medaile za vítězství nad Německem ve Velké vlastenecké válce 1941–1945
- Jubilejní medaile 20. výročí vítězství ve Velké vlastenecké válce 1941–1945
- Jubilejní medaile 30. výročí vítězství ve Velké vlastenecké válce 1941–1945
- Jubilejní medaile 40. výročí vítězství ve Velké vlastenecké válce 1941–1945
- Medaile Za dobytí Budapešti
- Medaile Za osvobození Bělehradu
- Medaile Veterán ozbrojených sil SSSR
- Medaile Za upevňování bojového přátelství
- Medaile 30. výročí sovětské armády a námořnictva
- Medaile 40. výročí Ozbrojených sil SSSR
- Medaile 50. výročí Ozbrojených sil SSSR
- Medaile 60. výročí Ozbrojených sil SSSR
- Medaile 70. výročí Ozbrojených sil SSSR
- Pamětní medaile 250. výročí Leningradu
- Pamětní medaile 1500. výročí Kyjeva

### Zahraniční vyznamenání
- Bulharsko
  -  Řád Bulharské lidové republiky – 1970, 1974 a 1985
  -  Vojenský záslužný řád I. třídy – 1945
  -  Medaile 30. výročí vítězství nad Německem
  -  Medaile 100. výročí osvobození Bulharska od osmanského područí
  -  Pamětní medaile 100. výročí narození Georgiho Dimitrova
- Československo
  -  Medaile Za upevňování přátelství ve zbrani
- Egypt
  - Medaile za vojenské zásluhy I. třídy – 1972
- Indonésie
  -  Řád hvězdy Indonéské republiky –  1961
- Jemen
  - Řád přátelství národů – 1983
- Jugoslávie
  -  Řád partyzánské hvězdy I. třídy – 1945 a 1965
- Maďarsko
  -  Řád za zásluhy Maďarské lidové republiky I. třídy – 1965
- Mongolsko
  -  Süchbátarův řád – 1971
  -  Medaile 50. výročí Mongolské lidové armády
  - Medaile 60. výročí Mongolské lidové armády
  -  Medaile 30. výročí chalcyn-golského vítězství
  -  Medaile 30. výročí nad militaristickým Japonskem
- Peru
  - Řád námořních zásluh – 1978
- Polsko
  -  komtur Řádu znovuzrozeného Polska – 1968
  -  velkodůstojník Řádu znovuzrozeného Polska – 1978
  -  Medaile bratrstva ve zbrani
- Rumunsko
  -  Řád Tudora Vladimireska I. třídy – 1969
  -  Řád hvězdy Rumunské lidové republiky III. třídy – 1950
- Tunisko
  -  Řád republiky – 1977
- Vietnam
  -  Vojenský záslužný řád I. třídy – 1983

- Východní Německo
  -  Vlastenecký záslužný řád ve zlatě – 1970
  -  Scharnhorstův řád – 1980